# Brintonia discoidea
 Brintonia discoidea  (Elliott) Greene, 1895  è una specie di piante angiosperme dicotiledoni della famiglia delle Asteraceae, sottofamiglia Asteroideae,  tribù Astereae (North American lineage) e sottotribù Solidagininae.  Brintonia discoidea è anche l'unica specie del genere  Brintonia  Greene, 1895.

## Etimologia
Il nome generico (Brintonia) è stato dato in onore di Jeremiah Bernard Brinton (1835–1894). L'epiteto specifico ( discoidea) deriva dal termine botanico "discoide" che indica un capolino senza i fiori del raggio (solamente con quelli del disco centrale).
Il nome scientifico della specie è stato definito dai botanici Stephen Elliott (1771-1830) e Edward Lee Greene (1843-1915) nella pubblicazione " Erythea; a Journal of Botany, West American and General. Berkeley, CA" ( Erythea 3: 89 ) del 1895. Il nome scientifico del genere è stato definito nella stessa pubblicazione.

## Descrizione
Portamento. La specie di questa voce ha un habitus di tipo erbaceo perenne.
Fusto. La parte aerea è eretta, semplice o ramosa. La superficie è da moderatamente a scarsamente mollemente-villosa. La parte sotterranea consiste in rizomi striscianti, corti e robusti. Altezza media: 40 - 150 cm.
Foglie. Le foglie, sia basali che cauline, sono disposte in modo alternato e sono picciolate. La lamina è semplice, con forme da largamente a strettamente ovate o cordate; i margini sono seghettati. La superficie può essere punteggiata da ghiandole anche stipitate. Dimensioni delle foglie: 40 – 100 × 30 – 80 mm.
Infiorescenza. Le sinflorescenze sono composte da diversi capolini raccolti in formazioni panicoliformi aperte. Le infiorescenze vere e proprie sono composte da un capolino terminale lungamente peduncolato di tipo discoidale. I capolini sono formati da un involucro, con forme strettamente campanulate, composto da 14 - 22 brattee, al cui interno un ricettacolo fa da base ai fiori di due tipi: fiori del raggio (qui assenti) e fiori del disco. Le brattee, carenate, con forme largamente lanceolate e margini scariosi sono disposte in modo più o meno embricato su 2 - 3 serie. Il ricettacolo, lievemente bucherellato, è privo di pagliette a protezione alla base dei fiori; la forma è piatta. Dimensione degli involucri: 4 - 6 x 5 - 8 mm.
Fiori.  I fiori sono tetra-ciclici (formati cioè da 4 verticilli: calice – corolla – androceo – gineceo) e pentameri (calice e corolla formati da 5 elementi). Si distinguono in:
- fiori del raggio (esterni): sono assenti;
- fiori del disco (centrali): sono da 8 a 20 con forme brevemente tubulose (attinomorfe); sono ermafroditi o (raramente) funzionalmente maschili.

- Formula fiorale:

*/x K {\displaystyle \infty }, [C (5), A (5)], G 2 (infero), achenio
- Calice: i sepali del calice sono ridotti ad una coroncina di squame.

- Corolla:  (solamente i fiori del disco) la forma è imbutiforme-tubulare bruscamente divaricata in 5 lobi; i lobi, eretti, hanno una forma largamente lanceolata; il colore è bianco, rosa o porpora.

- Androceo: l'androceo è formato da 5 stami sorretti da filamenti generalmente liberi; gli stami sono connati e formano un manicotto circondante lo stilo; le teche (produttrici del polline) alla base sono troncate e sono lievemente auricolate (molto raramente sono speronate o hanno una coda); le appendici apicali delle antere hanno delle forme piatte e lanceolate; il tessuto endoteciale (rivestimento interno dell'antera) è quasi sempre polarizzato (con due superfici distinte: una verso l'esterno e una verso l'interno). Il polline è sferico con un diametro medio di circa 25 micron;  è tricolporato (con tre aperture sia di tipo a fessura che tipo isodiametrica o poro) ed è echinato (con punte sporgenti).[11][13]

- Gineceo: l'ovario è infero uniloculare formato da 2 carpelli.[7] Lo stilo (il recettore del polline) è profondamente bifido (con due stigmi divergenti, brevi o lunghi a seconda della specie) e con le linee stigmatiche marginali separate.[14] I due bracci dello stilo sono strettamente lanceolati e papillosi.

Frutti. I frutti sono degli acheni con pappo; 
- achenio: gli acheni, con forme da strettamente obconiche a fusiformi (non compresse), hanno 5 - 10 costole traslucide; le facce sono moderatamente appressate, strigose o glabre; lunghezza degli acheni: 3 - 4 mm.
- pappo: il pappo è formato da 2 serie di 35 - 50 setole bianche, barbate e persistenti (quelle esterne sono più corte).

## Biologia
Impollinazione: tramite insetti (impollinazione entomogama tramite farfalle diurne e notturne).

Riproduzione: la fecondazione avviene fondamentalmente tramite l'impollinazione dei fiori.

Dispersione: i semi cadono a terra e vengono dispersi soprattutto da insetti come formiche (disseminazione mirmecoria). Un altro tipo di dispersione è zoocoria: gli uncini delle brattee dell'involucro (se presenti) si agganciano ai peli degli animali di passaggio che portano così i semi anche su lunghe distanze. Inoltre per merito del pappo il vento può trasportare i semi anche per alcuni chilometri (disseminazione anemocora).

## Distribuzione e habitat
La specie di questa voce è distribuita negli U.S.A. sud-orientali. L'habitat tipico per questa pianta sono i suoli sabbiosi, i boschi ricchi, talvolta paludosi; vegeta da 10 – 200 metri di quota.

## Sistematica
La famiglia di appartenenza di questa voce (Asteraceae o Compositae, nomen conservandum) probabilmente originaria del Sud America, è la più numerosa del mondo vegetale, comprende oltre 23.000 specie distribuite su 1.535 generi, oppure 22.750 specie e 1.530 generi secondo altre fonti (una delle checklist più aggiornata elenca fino a 1.679 generi). La famiglia attualmente (2021) è divisa in 16 sottofamiglie; la sottofamiglia Asteroideae è una di queste e rappresenta l'evoluzione più recente di tutta la famiglia.

### Filogenesi
La tribù Astereae (una delle 21 tribù della sottofamiglia Asteroideae) comprende circa 40 sottotribù. In base alle ultime ricerche nella tribù sono stati individuati (provvisoriamente) 5 principali lignaggi:
- Basal grade: include alcuni generi isolati, il gruppo "South American-Oceania",  alcune sottotribù africane e il gruppo dei generi legnosi del Madagascar.
- Bellis lineage: comprende le sottotribù eurasiatiche e una sottotribù africana.
- Aster lineage: include i generi asiatici di Asterinae e i principali gruppi dell'Australia e dell'Oceania.
- Baccharis lineage: include alcuni gruppi sudamericani.
- North American lineage: include la vasta gamma di sottotribù del Nordamerica, Messico e alcuni gruppi distribuiti nel Sudamerica.

Il genere  Brintonia (insieme alla sottotribù Pentachaetinae) è incluso nel lignaggio "North American lineage". La sottotribù attualmente è divisa in 6 gruppi informali. Il genere di questa voce appartiene al "Solidago group". Tuttavia la posizione filogenetica di B. discoidea rimane incerta all'interno delle Solidagininae.
I caratteri distintivi della specie  Brintonia discoidea  sono:
- le piante hanno dei rizomi striscianti, corti e robusti;
- i capolini sono privi dei fiori del raggio;
- le corolle sono bianche o rosa porpora;
- il pappo è disposto su due serie.

Il numero cromosomico delle specie di questo genere è: 2n = 18.
In precedenti trattazioni la specie di questa voce era descritta all'interno del genere Solidago.

### Sinonimi
Sono elencati alcuni sinonimi per questa entità:
- Aster discoideus Elliott
- Solidago discoidea  (Elliott) Torr. & A.Gray